# میلشکووتسه زالشانگسکیه
میلشکووتسه زالشانگسکیه (به لاتین: Mieleszkowce Zalesiańskie) یک روستا در لهستان است که در گمینا کوژنگتسا واقع شده‌است.